# Défilé Royal
Défilé Royal is een compositie voor harmonieorkest of fanfareorkest van de Belgische componist en lid van de componisten groep De Synthetisten Marcel Poot uit 1922.
De componist heeft deze triomfmars Défilé Royal opgedragen aan zijn vader, Jan Poot, directeur van de Koninklijke Vlaamse Schouwburg te Brussel.
Het werk werd op cd opgenomen door het Groot Harmonieorkest van de Belgische Gidsen onder leiding van Norbert Nozy.